# Netherburn
Netherburn är en ort i Storbritannien.   Den ligger i kommunen South Lanarkshire och riksdelen Skottland, i den centrala delen av landet, 500 km nordväst om huvudstaden London. Netherburn ligger 147 meter över havet och antalet invånare är 710.
Terrängen runt Netherburn är huvudsakligen platt, men åt sydost är den kuperad. Runt Netherburn är det ganska tätbefolkat, med 65 invånare per kvadratkilometer. Närmaste större samhälle är East Kilbride, 18,2 km väster om Netherburn. Trakten runt Netherburn består i huvudsak av gräsmarker.